# 不如帰 (ゲーム)
『不如帰』（ほととぎす）は、1988年8月にアイレムから発売されたファミリーコンピュータ用シミュレーションゲーム。開発はタムテックス。制作総指揮は岡野修身。 音楽とプログラミングを除くすべての工程を一人で手がけた。
日本の戦国時代を題材にしている。

## 概要
ゲーム開始時に戦国大名の中から自分のプレイする武将を選び、能力値を割り振ってスタートする。ボードゲームの要素があるゲームであり、このときの割り振りが、プレイ中の戦略に影響を与えるようになっている。
そのため、選択する武将によって難易度が変わり、攻略が容易な国や低い国力、兵力、武将の少ない国といった具合に、何度も楽しめる要素があった。
武力のみによる天下統一を目指すのではなく、官位制度の導入と、大名間の従属システムが導入されている。また、人材としての武将の能力値は全てマスクデータになっている。合戦のシステムもプレイヤーは大まかな指揮しかできず、戦場の全てを総大将が把握できるわけではない。同時に兵力だけではなく士気の崩壊が合戦の勝敗を決するシステムの採用もなされている。野戦と籠城戦があり、守備側が野戦に敗れると籠城戦に切り替わるシステムである。城ごとに初期耐久値が定められており、小田原城や石山本願寺などは極めて高い耐久値に設定されていた。
隠し要素として川中島合戦イベントも導入されているが、発現させるには条件が存在し、発売後20年を経た2015年現在では、制作者ですら再現できない正に幻のイベントとなっている。
その他にも、在野武将の登用、家臣への俸禄加増、取得した領地への内政と一括徴税、各大名家それぞれに設定された兵質、といったシステムが採用されている。
家庭用ゲーム機における戦国SLGとしては最も早く武将制を取り入れた作品である。

## ゲーム内容
ゲームの進行は1年間を戦闘、内政、移動、政略といったフェイズを順番にこなしていく。寒冷地では1年のうち移動、戦闘ができる季節が限られていたり、飢饉・豊作・台風といった気象、地域によっては一向一揆による反乱・南蛮人との貿易といった外部要因などといった現象が随時起こり、税収などに反映されることがある。
登場する武将には寿命が設定されておらず、また、後継者システムが存在しないため、プレイヤー大名はある決められた年になると攻略の進展に関わらず病死（大往生）し、ゲームオーバーになるという側面もあった。
ゲームスタートは1555年であるが、これは開発者が斎藤道三のファンであり、彼に統一のチャンスを与えたかったからだと説明書のライナーノーツで言及されている。
また1555年当時生まれていない武将（伊達政宗等）が登場しており、徳川家康も松平姓ではなく最初から徳川姓である。それとは逆に、すでに死亡しているはずの（一向）蓮悟も加賀大名として登場している。

## 評価
ゲーム誌『ファミコン通信』の「クロスレビュー」では合計25点（満40点）、『ファミリーコンピュータMagazine』の読者投票による「ゲーム通信簿」での評価は以下の通りとなっており、19.82点（満30点）となっている。
オープニングのビジュアルと音楽は、当時のファミコンソフトのものとしては出色の出来である。
| 項目 | キャラクタ | 音楽 | 操作性 | 熱中度 | お買得度 | オリジナリティ | 総合  |
| 得点 | 3.55       | 3.22 | 3.20   | 3.43   | 3.11     | 3.31           | 19.82 |